# フェルナン・サストル
フェルナン・サストル（Fernand Sastre、1923年10月1日-1998年6月13日）は、フランス領アルジェリアのクーバ出身のフランスのサッカー選手であり、1972年から1984年までフランスサッカー協会会長を務めた。
クレールフォンテーヌ国立研究所として知られるLe Centre Technique National Fernand Sastreは、彼の名前にちなんで名づけられた。
死去した1998年に、FIFA功労賞を受賞している。